# Jan Borowczak
Jan Borowczak (ur. 12 czerwca 1931 w Skomlinie k. Wielunia, zm. 10 kwietnia 1984 w Opolu) – artysta plastyk, rzeźbiarz, pedagog, twórca monumentalnych pomników na Opolszczyźnie. Był członkiem Związku Polskich Artystów Plastyków we Wrocławiu i w Opolu.

## Życiorys
Studiował na wydziale ceramiki w Państwowej Wyższej Szkole Sztuk Plastycznych we Wrocławiu. Po ukończeniu studiów w 1957 roku przeniósł się do Brzegu, gdzie organizował ogniska kultury plastycznej. Przez wiele lat pracował też w Liceum Plastycznym w Opolu, udzielając lekcji z zakresu rzeźby. W latach 1975–1977 był docentem w Instytucie Zabytkoznawstwa i Konserwatorstwa Uniwersytetu im. Mikołaja Kopernika w Toruniu.
Odznaczony m.in. Krzyżem Kawalerskim Orderu Odrodzenia Polski.
Został pochowany na alei zasłużonych na opolskim cmentarzu na Półwsi.
Był ojcem dwóch córek, Ewy oraz rzeźbiarki Aliny Borowczak-Grzybowskiej. 

## Prace
- Pomnik Martyrologii Jeńców Wojennych w Łambinowicach, 1964, współudział Jerzy Beski, Florian Jesionowski i Marian Nowak[4].
- Pomnik Martyrologii Robotników Przymusowych w Blachowni Śląskiej, beton, 1967[5]
- Pomnik Bojownikom o Wolność Śląska Opolskiego w Opolu z 1970 r.
- Pomnik Powstańca Śląskiego w Zdzieszowicach
- Pomnik Matki Polki w Raciborzu 1973
- Pomnik Bohaterom Walk z Faszyzmem w Gorzowie Śląskim z 1970 r., beton